# Alexander Nerlich
Alexander Nerlich (* 23. Mai 1979 in Reinbek bei Hamburg) ist ein deutscher Regisseur.

## Leben
Alexander Nerlich absolvierte sein Regiestudium an der Bayerischen Theaterakademie bei Cornel Franz. Nach Abschluss des Studiums ging er als Regieassistent ans Theater Basel, wo er bis 2012 regelmäßig inszenierte (u. a. Minna von Barnhelm von Gotthold Ephraim Lessing und Das fünfte Imperium von Wiktor Olegowitsch Pelewin). Außerdem arbeitete er am Theater Augsburg, am Landestheater Tübingen, am Residenztheater München, am Hans Otto Theater, am Theater Münster, am Volkstheater Wien, am Staatstheater Kassel, am Theater Heidelberg, am Stadttheater Ingolstadt, am Theater St. Gallen, am Staatstheater Darmstadt und am Staatstheater Mainz. Von 2007 bis 2009 war Alexander Nerlich Hausregisseur am Residenztheater München. Dort inszenierte er u. a. Daddy von A. Habermehl und Leere Stadt von Dejan Dukovski. Für Philotas von G. E. Lessing erhielt er den Regiepreis der Bayerischen Theatertage. Von 2012 bis 2018 inszenierte er regelmäßig am Hans Otto Theater, u. a. Urfaust von Johann Wolfgang Goethe und Peer Gynt von Henrik Ibsen. Seit der Spielzeit 19/20 ist er Hausregisseur am Staatstheater Mainz.
Sein Bruder ist der Schauspieler Daniel Nerlich.

## Inszenierungen (Auswahl)
- Februar 2002 Reaktorhalle München: Arlecchino – Oper von Ferruccio Busoni
- Juni 2003 Theater Augsburg: Die Flatterzunge – Schauspiel von Friedrich Christian Delius/Alexander Seer
- Juni 2004 K6-Stück am Theater Basel: Die Nacht singt ihre Lieder – Schauspiel von Jon Fosse
- Oktober 2005 Theater Basel: Emilia Galotti – Trauerspiel von Gotthold Ephraim Lessing
- März 2006 Bayerisches Staatsschauspiel München: Philotas – Trauerspiel von Gotthold Ephraim Lessing
- April 2007 Bayerisches Staatsschauspiel München: Country Music – Schauspiel von Simon Stephens
- November 2008 Bayerisches Staatsschauspiel München: Iphigenie auf Tauris – Schauspiel von J. W. Goethe
- Dezember 2009 Bayerisches Staatsschauspiel München (Deutschsprachige Erstaufführung): Leere Stadt – Schauspiel von Dejan Dukovski
- September 2010 Theater St. Gallen: Wozzeck – Oper von Alban Berg
- September 2011 Pathos München: Solaris – Kammerspiel nach Stanislaw Lem
- November 2011 Volkstheater Wien: Der einsame Weg – Schauspiel von Arthur Schnitzler
- Januar 2012 Theater Basel: EMPIRE V – nach dem Roman von Viktor Pelewin, adaptiert von A. Nerlich
- Oktober 2013 Theater St. Gallen: Der fliegende Holländer – Oper von Richard Wagner
- Januar 2014 Hans Otto Theater: Urfaust – Schauspiel von J. W. Goethe
- Januar 2015 Hans Otto Theater: Hamlet – von William Shakespeare
- April 2016 Hans Otto Theater: Peer Gynt – von Henrik Ibsen
- April 2017 Stadttheater Ingolstadt: Dekalog – nach Krzysztof Kieślowski
- September 2018 Theater Münster: Caligula – von Albert Camus
- Januar 2019 Staatstheater Mainz: Kleiner Mann – was nun? – von Hans Fallada
- Juni 2021 Staatstheater Mainz: Einfache Leute (UA) – von Anna Gschnitzer

## Auszeichnungen
- Juni 2003 Regiepreis beim Theaterfestival NEUE AKZENTE in Augsburg für Die Flatterzunge
- Juni 2007 Regiepreis bei den 25. Bayerischen Theatertagen in Fürth für Philotas
- Dezember 2008 tz-Rose für die Münchner Inszenierung von Iphigenie auf Tauris
- August 2014 Nominierung bei Theater Heute als bester Nachwuchs-Regisseur
- August 2015 Nominierung bei Theater Heute als bester Nachwuchs-Regisseur
- 2016: Nominierung der Inszenierung Peer Gynt für den Friedrich-Luft-Preis der Berliner Morgenpost
- Januar 2022 Teilnahme am virtuellen nachtkritik-Theatertreffen mit der Inszenierung von Einfache Leute

## Einzelbelege
1. ↑  Alexander Nerlich. Abgerufen am 4. Dezember 2021.
2. ↑  Die Befreiung der Fantasie. Abgerufen am 18. August 2022.
3. ↑  Badische Zeitung: A boy named river: Dramaturgie und Klang - Rock & Pop - Badische Zeitung. Abgerufen am 18. August 2022.

| Personendaten    | Personendaten       |
| ---------------- | ------------------- |
| NAME             | Nerlich, Alexander  |
| KURZBESCHREIBUNG | deutscher Regisseur |
| GEBURTSDATUM     | 23. Mai 1979        |
| GEBURTSORT       | Reinbek bei Hamburg |